# Galbraith Lake (Alaska)
Der Galbraith Lake ist ein 4,2 km² großer See in der North Slope im Norden von Alaska.

## Lage
Der Galbraith Lake ist Teil einer Seengruppe am südlichen Rand der Küstenebene am Fuße der Brookskette. Der Galbraith Lake hat am Ostufer einen 2,3 km langen Abfluss zum nahen Atigun River. Der Dalton Highway sowie die Trans-Alaska-Pipeline verlaufen entlang dem östlichen Seeufer. Westlich vom See befindet sich die Landebahn des Galbraith Lake Airport. 2,5 km südlich des Sees befindet sich die Pumpstation 4 der Trans-Alaska-Pipeline. 2 km westlich des Sees befindet sich der staatliche Campingplatz „Galbraith Lake Campground“, der gewöhnlich zwischen Mai und September geöffnet ist. Der Galbraith Lake ist ein Überbleibsel eines großen Gletschersees, der sich vor langer Zeit über das komplette Atigun-Tal erstreckte.

## Namensgebung
Der See wurde 1951 von Geologen des U.S. Geological Survey (USGS) nach dem Buschpiloten Barth Galbraith benannt, der seit einem Flug in der Gegend verschollen ist. „Natravak“ ist der Seename in der Sprache der Eskimo mit der Bedeutung „großer See“, ein häufiger Seename im nördlichen Alaska.

## Seefauna
Im Galbraith Lake kommen Arktische Äsche, Dolly-Varden-Forelle, Amerikanischer Seesaibling, Quappe und Coregoninae (whitefish) vor.